# Michael (Album)
Michael ist das erste postume Studioalbum mit bisher unveröffentlichten Songs des US-amerikanischen Sängers Michael Jackson. Es erschien Ende 2010 über Sony Music Entertainment. Das Album debütierte auf Platz 1 der Album-Charts in Deutschland. Laut der Nachlassverwaltung von Michael Jackson wurde Michael über 5 Millionen Mal verkauft.

## Entstehung
Nach dem überraschenden Tod Michael Jacksons im Juni 2009 wurde im März 2010 bekannt, dass Sony Music die Veröffentlichung von mehreren Alben verfolgte, die bislang unveröffentlichtes Material des Sängers enthalten sollten.
Tatsächlich können weit mehr als 100 unveröffentlichte Songs von Michael Jackson belegt werden.
In der Folge entspann sich eine öffentliche Diskussion darüber, ob diese Songs veröffentlicht werden sollten oder ob ein solches Vorgehen geschmacklos sei. Neben zahlreichen Musikkritikern meldeten sich auch bekannte Künstler wie Akon und will.i.am zu Wort, die vor Jacksons Tod mit ihm zusammengearbeitet hatten. Während Akon sich für eine Veröffentlichung aussprach, hielt will.i.am das von ihm aufgenommene Material zurück.
Am 8. November 2010 wurde auf der offiziellen Michael-Jackson-Website das Lied Breaking News für eine Woche als Stream veröffentlicht. Es diente als Teaser. Zu Werbezwecken wurde vom Albumcover das größte Poster der Welt angefertigt.
Das Album enthält unveröffentlichte Stücke aus Jacksons letzten, aber auch aus seinen frühen Schaffensjahren. So enthält es mit Behind The Mask und Much Too Soon zwei Lieder aus der Thriller-Ära. Behind The Mask ist ursprünglich ein Song des Yellow Magic Orchestras. Jackson nahm Anfang der 1980er Jahre eine neue Version auf und fügte einen Songtext hinzu. Während Jackson seine Version des Songs zu Lebzeiten nie veröffentlichte, wurde sie von anderen Künstlern interpretiert, u. a. von Eric Clapton und Greg Phillinganes. Der Titel (I Can’t Make It) Another Day, gemeinsam mit Lenny Kravitz geschrieben und produziert, war ursprünglich für Jacksons Album Invincible geplant. Das Lied (I Like) The Way You Love Me wurde zuvor bereits in einer Demo-Version auf dem Best-Of-Album The Ultimate Collection (2004) unter dem Titel The Way You Love Me veröffentlicht. Breaking News, Monster und Hold My Hand stammen aus den letzten Schaffensjahren Jacksons zwischen 2007 und 2009. Best Of Joy ist eines der letzten Lieder, die Michael Jackson im Jahr 2009 schrieb und aufnahm.

## Kontroversen
Neben der Kritik an der Qualität der Lieder wurden auch Zweifel an deren Authentizität laut: So behaupteten Mitglieder der Jackson-Familie, ein Teil der Lieder sei nicht von Jackson selbst gesungen worden. Zu den Kritikern gehören u. a. Jacksons Mutter Katherine und die zwei ältesten Kinder des toten Musikers. Ihrer Meinung nach klinge die Stimme beispielsweise in Breaking News nicht wie die Stimme Michael Jacksons. Des Weiteren wurde die Echtheit von Keep Your Head Up und Monster in Frage gestellt. Es wurde vermutet, dass in diesen Liedern die Stimme des Sängers Jason Malachi zu hören sei, die der von Michael Jackson sehr ähnlich ist. Ein angebliches Eingeständnis Malachis, die Lieder eingesungen zu haben, wurde dementiert.

## Titelliste
| # | Titel                         | Gastmusiker    | Produzent                                | Länge |
| - | ----------------------------- | -------------- | ---------------------------------------- | ----- |
| 1 | Hold My Hand                  | Akon           | Akon, Giorgio Tuinfort, Michael Jackson* | 3:33  |
| 2 | Hollywood Tonight             |                | Michael Jackson, Teddy Riley, Neff-U*    | 4:31  |
| 3 | (I Like) The Way You Love Me  |                | Michael Jackson, Neff-U                  | 4:34  |
| 4 | Best of Joy                   |                | Michael Jackson, Neff-U, Brad Buxer*     | 3:03  |
| 5 | (I Can’t Make It) Another Day | Lenny Kravitz  | Lenny Kravitz, Michael Jackson*          | 3:55  |
| 6 | Behind the Mask               |                | Michael Jackson, John McClain            | 5:02  |
| 7 | Much Too Soon                 | Tommy Emmanuel | Michael Jackson, John McClain            | 2:48  |

2010 Ausgabe
| #  | Titel                         | Gastmusiker    | Produzent                                 | Länge |
| -- | ----------------------------- | -------------- | ----------------------------------------- | ----- |
| 1  | Hold My Hand                  | Akon           | Akon, Giorgio Tuinfort, Michael Jackson*  | 3:33  |
| 2  | Hollywood Tonight             |                | Michael Jackson, Teddy Riley, Neff-U*     | 4:31  |
| 3  | Keep Your Head Up             |                | Tricky Stewart, Eddie „Angelikson“ Cascio | 4:51  |
| 4  | (I Like) The Way You Love Me  |                | Michael Jackson, Neff-U                   | 4:34  |
| 5  | Monster                       | 50 Cent        | Teddy Riley, Eddie „Angelikson“ Cascio    | 5:04  |
| 6  | Best of Joy                   |                | Michael Jackson, Neff-U, Brad Buxer*      | 3:03  |
| 7  | Breaking News                 |                | Teddy Riley, Eddie „Angelikson“ Cascio    | 4:14  |
| 8  | (I Can’t Make It) Another Day | Lenny Kravitz  | Lenny Kravitz, Michael Jackson*           | 3:55  |
| 9  | Behind the Mask               |                | Michael Jackson, John McClain             | 5:02  |
| 10 | Much Too Soon                 | Tommy Emmanuel | Michael Jackson, John McClain             | 2:48  |

(*) Co-Produzent
Notizen
- Ab dem 29. Juni 2022 sind Keep Your Head Up, Monster und Breaking News nicht mehr zum Herunterladen oder Streamen auf digitalen Versionen des Albums verfügbar. Sony Music Entertainment erklärte, dass dies auf die anhaltende Ablenkung zurückzuführen sei, die die Fans durch Rechtsstreitigkeiten über ihre Authentizität verursachten. Am 9. September 2022 wurde eine CD-Neuauflage des Albums veröffentlicht, bei der auch diese drei Titel entfernt wurden.

## Singles
Hold My Hand, ein ursprünglich im Jahr 2007 aufgenommenes Duett mit Akon, wurde als erste Single ausgekoppelt. Es stieg in der ersten Woche seiner Veröffentlichung auf Platz 18 der deutschen Single-Charts ein, in der Woche darauf konnte es sich auf Rang 7 platzieren. Es hielt sich insgesamt 19 Wochen in den deutschen Charts, davon 8 Wochen in den Top 20. 
Am 11. Februar 2011 wurde Hollywood Tonight (ein Lied aus der Zeit von Invincible) als zweite Single aus dem Album veröffentlicht. Das zu der Single gedrehte Video feierte seine Premiere am selben Tag. Obwohl es von Kritikern als ein Highlight des Albums bewertet wurde, konnte Hollywood Tonight nicht an den Erfolg von Hold My Hand anknüpfen. Es erreichte lediglich Platz 55 der deutschen Single-Charts und musste sich schon drei Wochen nach dem Neueinstieg aus der Hitliste verabschieden. Die Hauptrolle im Musikvideo übernahm die Tänzerin Sofia Boutella.
Behind the Mask wurde als dritte Single am 21. Februar 2011 veröffentlicht. Wie Hollywood Tonight erhielt auch Behind The Mask hauptsächlich positive Kritiken. Das dazugehörige Musikvideo entstand im Rahmen eines Wettbewerbs. Fans konnten selbstgedrehte Videoclips auf der offiziellen Michael-Jackson-Website einreichen, beispielsweise wie sie den Moonwalk tanzen oder wie Jackson verkleidet zu dem Song singen. Regisseur Dennis Liu wählte 1600 Clips aus 103 Ländern für das Video aus. Am 14. Juni feierte es seine Premiere auf Facebook.
| Jahr | Titel                        | Höchstplatzierung, Gesamtwochen, AuszeichnungChartplatzierungen (Jahr, Titel, , Platzierungen, Wochen, Auszeichnungen, Anmerkungen) | Höchstplatzierung, Gesamtwochen, AuszeichnungChartplatzierungen (Jahr, Titel, , Platzierungen, Wochen, Auszeichnungen, Anmerkungen) | Höchstplatzierung, Gesamtwochen, AuszeichnungChartplatzierungen (Jahr, Titel, , Platzierungen, Wochen, Auszeichnungen, Anmerkungen) | Höchstplatzierung, Gesamtwochen, AuszeichnungChartplatzierungen (Jahr, Titel, , Platzierungen, Wochen, Auszeichnungen, Anmerkungen) | Höchstplatzierung, Gesamtwochen, AuszeichnungChartplatzierungen (Jahr, Titel, , Platzierungen, Wochen, Auszeichnungen, Anmerkungen) | Anmerkungen                             |
| Jahr | Titel                        | DE | AT | CH | UK | US | Anmerkungen                             |
| ---- | ---------------------------- | --- | --- | --- | --- | --- | --------------------------------------- |
| 2010 | Hold My Hand                 | DE7 (15 Wo.)DE | AT9 (10 Wo.)AT | CH9 (11 Wo.)CH | UK10 (8 Wo.)UK | US39 (9 Wo.)US | Erstveröffentlichung: 15. November 2010 |
| 2011 | Hollywood Tonight            | DE55 (3 Wo.)DE | — | — | — | — | Erstveröffentlichung: 11. Februar 2011  |
| 2011 | Behind the Mask              | — | — | — | — | — | Erstveröffentlichung: 21. Februar 2011  |
| 2011 | (I Like) The Way You Love Me | — | — | — | — | — | Erstveröffentlichung: 8. Juli 2011      |

## Kritiken
Michael erhielt viele positive Kritiken, die es als „besser als erwartet“ beurteilten.

„Es gibt viel Grund zur Annahme, dass der Perfektionist Jackson es so niemals veröffentlicht hätte. […] Jacksons Song-Skizzen tragen jedoch die DNS durchaus aktueller R&B-Produktionen in sich – und können daher am Computer beliebig auf Zeitgeist getrimmt werden. […] Überhaupt ist vieles auf dem Album nicht misslungen.“

„The bottom line is this: Michael contains some very impressive new material. […] His habits, his obsessions, his versatility, and his genius are on display at every turn. Who else could move so seamlessly from social anthem to floor burner, fleet hip hop to cosmic rock, vintage funk to poignant folk ballad?“

„It is certainly a great deal better than anyone had any right to expect … Jackson is finally about to get the comeback he craved.“

„This is not a Michael Jackson album. […] He would not have released anything like this compilation, a grab bag of outtakes and outlines assembled by Jackson’s label. And yet, it’s a testament to the man’s charisma that Michael can be compelling.“

## Kommerzieller Erfolg
| ChartsChartplatzierungen       | Höchstplatzierung | Wochen |
| ------------------------------ | ----------------- | ------ |
| Deutschland (GfK)              | 1 (10 Wo.)        | 10     |
| Österreich (Ö3)                | 1 (9 Wo.)         | 9      |
| Schweiz (IFPI)                 | 2 (10 Wo.)        | 10     |
| Vereinigtes Königreich (OCC)   | 4 (8 Wo.)         | 8      |
| Vereinigte Staaten (Billboard) | 3 (13 Wo.)        | 13     |

| ChartsJahrescharts (2010)    | Platzierung |
| ---------------------------- | ----------- |
| Deutschland (GfK)            | 25          |
| Schweiz (IFPI)               | 85          |
| Vereinigtes Königreich (OCC) | 59          |

| ChartsJahrescharts (2011)      | Platzierung |
| ------------------------------ | ----------- |
| Österreich (Ö3)                | 36          |
| Schweiz (IFPI)                 | 54          |
| Vereinigte Staaten (Billboard) | 54          |

### Auszeichnungen für Musikverkäufe
In den Niederlanden wurde das Album bereits am Erscheinungstag über 30.000 mal abgesetzt und erreichte somit Goldstatus. In Australien wurde es in der Veröffentlichungswoche über 35.000 Mal verkauft. In Großbritannien schaffte das Album den schnellsten Verkaufsstart eines Michael-Jackson-Albums seit Dangerous (1991) und verkaufte sich binnen einer Woche 113.000 mal. Weltweit wurden in der ersten Woche über 426.000 Alben verkauft.
| Land/Region                  | Auszeichnungen für Musikverkäufe (Land/Region, Auszeichnung, Verkäufe) | Verkäufe    |
| ---------------------------- | ---------------------------------------------------------------------- | ----------- |
| Australien (ARIA)            | Gold                                                                   | 35.000      |
| Belgien (BRMA)               | Platin                                                                 | 30.000      |
| Dänemark (IFPI)              | Platin                                                                 | 30.000      |
| Deutschland (BVMI)           | Platin                                                                 | 200.000     |
| Europa (IFPI)                | Platin                                                                 | (1.000.000) |
| Finnland (IFPI)              | Gold                                                                   | 14.928      |
| Frankreich (SNEP)            | 2× Platin                                                              | 200.000     |
| Irland (IRMA)                | Gold                                                                   | 7.500       |
| Italien (FIMI)               | 2× Platin                                                              | 120.000     |
| Japan (RIAJ)                 | Gold                                                                   | 100.000     |
| Kanada (MC)                  | Platin                                                                 | 80.000      |
| Neuseeland (RMNZ)            | Gold                                                                   | 7.500       |
| Niederlande (NVPI)           | Gold                                                                   | 25.000      |
| Österreich (IFPI)            | Platin                                                                 | 30.000      |
| Polen (ZPAV)                 | Platin                                                                 | 20.000      |
| Portugal (AFP)               | Gold                                                                   | 10.000      |
| Russland (NFPF)              | 2× Platin                                                              | 40.000      |
| Schweden (IFPI)              | Gold                                                                   | 20.000      |
| Spanien (Promusicae)         | Platin                                                                 | 60.000      |
| Ungarn (MAHASZ)              | Gold                                                                   | 3.000       |
| Vereinigte Staaten (RIAA)    | Platin                                                                 | 1.000.000   |
| Vereinigtes Königreich (BPI) | Platin                                                                 | 300.000     |
| Insgesamt                    | 9× Gold · 16× Platin ·                                                 | 2.332.928   |